# Lingüística cognitiva
La lingüística cognitiva és un moviment que neix cap a finals dels anys vuitanta, amb la publicació de dues obres cabdals del moviment: es tracta de l'obra de George Lakoff Women, fire, and dangerous things i del primer volum de Foundations of cognitive grammar, de Ronald Langacker.
Es tracta d'una disciplina heterogènia, interdisciplinària i integradora que se centra en l'anàlisi de la intel·ligència (de la cognició) des del pensament que el llenguatge és un espai privilegiat per a aquesta anàlisi perquè és lligat a l'ús; és allò que usem principalment per a categoritzar el món. Gramàtica i semàntica s'examinen unides i és això el que marca el dinamisme del pensament, ja que el centre de tota anàlisi lingüística és el significat. Es troben una diversitat de línies d'investigació en el moviment que cal destacar.

## Corrents interns
Les línies d'investigació principals són: 
- semàntica cognitiva
- teoria de la metàfora
- gramàtica cognitiva
- gramàtica de construccions
- teoria de la gramaticalització

## Teoria del prototipus
La ment humana categoritza el món en etiquetes lingüístiques, però aquestes categories no són tancades ni amb límits sempre clars, ja que s'hi introdueixen valors com la connotació. Per tant, hi ha membres d'una categoria més "típics" que uns altres; per exemple, el gos seria un membre més típic de la categoria animal per a la majoria de persones que el cuc de terra. El gos, doncs, funciona com un prototipus i hi ha membres de la mateixa categoria que són més o menys típics en funció de la quantitat de característiques semàntiques que comparteixin amb aquest arquetip.